# Tournoi d'ouverture du championnat du Guatemala de football 2018
Navigation
Saison précédente Saison suivante
Le Tournoi Apertura 2018 est le quarantième tournoi saisonnier disputé au Guatemala.
C'est cependant la 86e fois que le titre de champion du Guatemala est remis en jeu.
Lors de ce tournoi, le Deportivo Guastatoya va tenter de conserver son titre de champion du Guatemala face aux onze meilleurs clubs guatémaltèques.
Chacun des douze clubs participant est confronté deux fois aux onze autres équipes. Puis les six meilleurs s'affronteront lors d'une phase finale à la fin du tournoi.
Seulement une place peut être qualificative pour la Ligue des champions de la CONCACAF ou pour la Ligue de la CONCACAF si la suspension de la fédération guatémaltèque par la FIFA est levée.

## Les 12 clubs participants
| \| Guatemala City: CSD Comunicaciones CSD Municipal Guatemala City Antigua GFC Deportivo Malacateco Xelaju MC Deportivo Petapa Deportivo Guastatoya Cobán Imperial Deportivo Sanarate Deportivo Siquinalá Deportivo Chiantla Deportivo Iztapa \| Localisation des clubs engagés dans le championnat. |
| Guatemala City: CSD Comunicaciones CSD Municipal Guatemala City Antigua GFC Deportivo Malacateco Xelaju MC Deportivo Petapa Deportivo Guastatoya Cobán Imperial Deportivo Sanarate Deportivo Siquinalá Deportivo Chiantla Deportivo Iztapa                                                           |

Ce tableau présente les douze équipes qualifiées pour disputer le championnat 2018-2019. On y trouve le nom des clubs, le nom des stades dans lesquels ils évoluent ainsi que la capacité et la localisation de ces derniers.
| Club                     | Stade                          | Capacité | Ville             |
| Antigua GFC              | Stade Pensativo                | 9 000    | Antigua           |
| Deportivo Chiantla (en)  | Stade Buenos Aires             | 1 000    | Chiantla          |
| Cobán Imperial           | Stade Verapaz                  | 8 000    | Cobán             |
| CSD Comunicaciones       | Stade Cementos Progreso        | 17 000   | Guatemala City    |
| Deportivo Guastatoya     | Stade David Cordón Hichos (es) | 3 500    | Guastatoya        |
| Deportivo Iztapa (en)    | Stade Municipal Morón          | 3 000    | Iztapa            |
| Deportivo Malacateco     | Stade Santa Lucía              | 7 000    | Malacatán         |
| CSD Municipal            | Stade Manuel Felipe Carrera    | 10 000   | Guatemala City    |
| Deportivo Petapa (en)    | Stade municipal                | 7 500    | San Miguel Petapa |
| Deportivo Sanarate (en)  | Stade municipal                | 4 000    | Sanarate          |
| Deportivo Siquinalá (en) | Stade Sicay Paz                | 3 000    | Siquinalá         |
| Xelaju MC                | Stade Mario Camposeco          | 11 000   | Quetzaltenango    |

## Compétition
Le tournoi Apertura se déroule de la même façon que les tournois saisonniers précédents, en deux phases :
- La phase de qualification : les vingt-deux journées de championnat.
- La phase finale : les matchs aller-retour allant des quarts de finale à la finale.

### Phase de qualification
Lors de la phase de qualification les douze équipes affrontent à deux reprises les onze autres équipes selon un calendrier tiré aléatoirement.
Les deux meilleures équipes sont qualifiées directement pour les demi-finale alors que les quatre suivantes se qualifient pour les quarts de finale.
Le classement est établi sur le barème de points classique (victoire à 3 points, match nul à 1, défaite à 0).
Le départage final se fait selon les critères suivants :
- Le nombre de points.
- La différence de buts générale.
- Le nombre de buts marqué.

| Rang | Équipe                    | Pts | J  | G  | N | P  | Bp | Bc | Diff |
| ---- | ------------------------- | --- | -- | -- | - | -- | -- | -- | ---- |
| 1    | Deportivo Guastatoya T    | 44  | 22 | 13 | 5 | 4  | 34 | 11 | +23  |
| 2    | Xelaju MC                 | 40  | 22 | 11 | 7 | 4  | 28 | 17 | +11  |
| 3    | CSD Comunicaciones        | 38  | 22 | 11 | 5 | 6  | 28 | 16 | +12  |
| 4    | Deportivo Malacateco      | 38  | 22 | 11 | 5 | 6  | 38 | 32 | +6   |
| 5    | Cobán Imperial            | 36  | 22 | 10 | 6 | 6  | 28 | 20 | +8   |
| 6    | Antigua GFC               | 34  | 22 | 9  | 7 | 6  | 24 | 24 | 0    |
| 7    | Deportivo Siquinalá (en)  | 30  | 22 | 7  | 9 | 6  | 31 | 32 | -1   |
| 8    | CSD Municipal             | 28  | 22 | 8  | 4 | 10 | 26 | 30 | -4   |
| 9    | Deportivo Iztapa (en) P   | 25  | 22 | 6  | 7 | 9  | 23 | 28 | -5   |
| 10   | Deportivo Sanarate (en)   | 19  | 22 | 4  | 7 | 11 | 21 | 35 | -14  |
| 11   | Deportivo Petapa (en)     | 16  | 22 | 3  | 7 | 12 | 18 | 31 | -13  |
| 12   | Deportivo Chiantla (en) P | 11  | 22 | 2  | 5 | 15 | 15 | 38 | -23  |

| Légende : Qualifications et relégations | Légende : Qualifications et relégations          |
| --------------------------------------- | ------------------------------------------------ |
|                                         | Qualifié pour les demi-finales                   |
|                                         | Qualifié pour les quarts de finale               |
|                                         | T Tenant du titre P Promu de la saison 2017-2018 |

| Résultats (▼dom., ►ext.)                                   | Ant | Chi | Cob | Com | Gua | Izt | Mal | Mun | Pet | San | Siq | Xel |
| Antigua GFC                                                |     | 2-2 | 1-2 | 0-3 | 3-1 | 1-0 | 2-1 | 1-0 | 1-2 | 2-0 | 0-0 | 0-0 |
| Deportivo Chiantla (en)                                    | 1-2 |     | 0-1 | 0-2 | 0-3 | 1-1 | 0-1 | 2-3 | 2-1 | 0-0 | 0-0 | 1-0 |
| Cobán Imperial                                             | 1-0 | 2-0 |     | 0-3 | 0-1 | 2-1 | 3-0 | 2-0 | 2-0 | 0-0 | 2-1 | 1-2 |
| CSD Comunicaciones                                         | 1-1 | 2-0 | 0-2 |     | 1-0 | 1-0 | 4-0 | 0-0 | 1-1 | 1-0 | 3-1 | 1-2 |
| Deportivo Guastatoya                                       | 3-0 | 2-1 | 2-2 | 2-0 |     | 3-0 | 3-1 | 2-0 | 1-0 | 3-0 | 1-0 | 0-0 |
| Deportivo Iztapa (en)                                      | 0-2 | 1-1 | 2-1 | 2-0 | 0-4 |     | 0-2 | 1-0 | 3-1 | 4-1 | 1-1 | 1-1 |
| Deportivo Malacateco                                       | 3-0 | 5-0 | 2-2 | 1-0 | 0-0 | 0-0 |     | 5-4 | 2-1 | 3-0 | 3-3 | 2-1 |
| CSD Municipal                                              | 1-1 | 1-0 | 1-0 | 2-0 | 0-2 | 1-3 | 3-4 |     | 1-0 | 1-1 | 1-2 | 3-1 |
| Deportivo Petapa (en)                                      | 0-1 | 1-0 | 1-1 | 1-1 | 1-1 | 0-0 | 1-2 | 0-1 |     | 0-2 | 1-3 | 1-0 |
| Deportivo Sanarate (en)                                    | 2-3 | 1-0 | 1-1 | 0-1 | 1-0 | 3-3 | 1-1 | 0-1 | 2-2 |     | 2-0 | 0-1 |
| Deportivo Siquinalá (en)                                   | 1-1 | 4-3 | 1-0 | 0-2 | 0-0 | 1-0 | 3-0 | 2-2 | 2-2 | 4-3 |     | 2-2 |
| Xelaju MC                                                  | 0-0 | 3-1 | 1-1 | 1-1 | 1-0 | 1-0 | 1-0 | 1-0 | 2-1 | 4-1 | 3-0 |     |
| - Victoire à domicile - Match nul - Victoire à l'extérieur |     |     |     |     |     |     |     |     |     |     |     |     |

### La Phase Finale
Les six équipes qualifiées sont réparties dans le tableau final d'après leur classement général, le deuxième affrontant lors des demi-finales le vainqueur du quart opposant le quatrième au cinquième et le premier affrontant le vainqueur du quart opposant le troisième au sixième. L'équipe la moins bien classée accueille lors du match aller et la meilleure lors du match retour.
En cas d'égalité sur la somme des deux matchs, c'est l'équipe ayant marqué le plus de buts à extérieur qui l'emporte puis des prolongations et une séance de tirs au but ont éventuellement lieu.

#### Tableau
|  |                      |                    |                |               |                    |     |   |            |            |            |            |                      |     |   |        |        |        |        |        |  |  |
|  | 1/4 de finale        | 1/4 de finale      | 1/4 de finale  | 1/4 de finale | 1/4 de finale      |     |   | 1/2 finale | 1/2 finale | 1/2 finale | 1/2 finale | 1/2 finale           |     |   | Finale | Finale | Finale | Finale | Finale |  |  |
|  |                      |                    |                |               |                    |     |   |            |            |            |            |                      |     |   |        |        |        |        |        |  |  |
|  |                      |                    |                |               |                    |     |   |            |            |            |            |                      |     |   |        |        |        |        |        |  |  |
|  |                      |                    |                |               |                    |     |   |            |            |            |            |                      |     |   |        |        |        |        |        |  |  |
|  |                      |                    |                |               |                    |     |   |            |            |            |            |                      |     |   |        |        |        |        |        |  |  |
|  |                      |                    |                |               |                    |     |   |            |            |            |            |                      |     |   |        |        |        |        |        |  |  |
|  | Deportivo Guastatoya | (1)                | 3              | 0             |                    |     |   |            |            |            |            |                      |     |   |        |        |        |        |        |  |  |
|  | Deportivo Guastatoya | (1)                | 3              | 0             |                    |     |   |            |            |            |            |                      |     |   |        |        |        |        |        |  |  |
|  |                      |                    | Cobán Imperial | (5)           | 0                  | 0   |   |            |            |            |            |                      |     |   |        |        |        |        |        |  |  |
|  | Deportivo Malacateco | (4)                | Cobán Imperial | (5)           | 0                  | 0   | 2 | 2          | 0          |            |            |                      |     |   |        |        |        |        |        |  |  |
|  | Deportivo Malacateco | (4)                |                |               |                    |     |   |            | 0          |            |            |                      |     |   |        |        |        |        |        |  |  |
|  | Cobán Imperial       | (5)                | 2              | 3             |                    |     |   |            |            |            |            |                      |     |   |        |        |        |        |        |  |  |
|  | Cobán Imperial       | (5)                | 2              | 3             |                    |     |   |            |            |            |            | Deportivo Guastatoya | (1) | 2 | 1      |        |        |        |        |  |  |
|  |                      |                    |                |               |                    |     |   |            |            |            |            | Deportivo Guastatoya | (1) | 2 | 1      |        |        |        |        |  |  |
|  |                      | CSD Comunicaciones | (3)            | 1             | 1                  |     |   |            |            |            |            |                      |     |   |        |        |        |        |        |  |  |
|  | CSD Comunicaciones   | CSD Comunicaciones | (3)            | 1             | 1                  | (3) | 1 | 0          |            |            |            |                      |     |   |        |        |        |        |        |  |  |
|  | CSD Comunicaciones   |                    |                |               |                    |     | 1 | 0          |            |            |            |                      |     |   |        |        |        |        |        |  |  |
|  | Antigua GFC          | (6)                | 0              | 0             |                    |     |   |            |            |            |            |                      |     |   |        |        |        |        |        |  |  |
|  | Antigua GFC          | (6)                | 0              | 0             | CSD Comunicaciones | (3) | 4 | 0          |            |            |            |                      |     |   |        |        |        |        |        |  |  |
|  |                      |                    |                |               |                    | (3) | 4 | 0          |            |            |            |                      |     |   |        |        |        |        |        |  |  |
|  |                      |                    | Xelaju MC      | (2)           | 1                  | 2   |   |            |            |            |            |                      |     |   |        |        |        |        |        |  |  |
|  |                      |                    |                |               |                    | 2   |   |            |            |            |            |                      |     |   |        |        |        |        |        |  |  |
|  |                      |                    |                |               |                    |     |   |            |            |            |            |                      |     |   |        |        |        |        |        |  |  |
|  |                      |                    |                |               |                    |     |   |            |            |            |            |                      |     |   |        |        |        |        |        |  |  |
|  |                      |                    |                |               |                    |     |   |            |            |            |            |                      |     |   |        |        |        |        |        |  |  |

#### Quarts de finale
| Club                 | Aller | Retour | Club           | Commentaire |
| CSD Comunicaciones   | 1-0   | 0-0    | Antigua GFC    |             |
| Deportivo Malacateco | 2-2   | 2-3    | Cobán Imperial |             |

#### Demi-finales
| Club                 | Aller | Retour | Club               | Commentaire                 |
| Deportivo Guastatoya | 3-0   | 0-0    | Cobán Imperial     | Match aller déclaré forfait |
| Xelaju MC            | 1-4   | 2-0    | CSD Comunicaciones |                             |

#### Finale
| Match aller | CSD Comunicaciones | 1:2 | Deportivo Guastatoya | Stade Cementos Progreso |  |
|             |                    |     |                      |                         |  |

| Match retour | Deportivo Guastatoya | 1:1 | CSD Comunicaciones | Stade David Cordón Hichos (es) |  |
|              |                      |     |                    |                                |  |

## Bilan du tournoi
| Tournoi d'ouverture du championnat de football du Guatemala 2018 |                                 |
| Champion                                                         | Deportivo Guastatoya (2e titre) |
| Dauphin                                                          | CSD Comunicaciones              |
| Qualifications continentales                                     |                                 |
| Ligue de la CONCACAF 2019                                        | Deportivo Guastatoya            |
| Ligue de la CONCACAF 2019                                        | CSD Comunicaciones              |

## Statistiques

### Buteurs
| Rang | Nom | Équipe | Buts |
| 1    |     |        | -    |
| 2    |     |        | -    |
| 3    |     |        | -    |